# Fábio Vieira
Pour les articles homonymes, voir Vieira.
Fábio Vieira né le 30 mai 2000 à Santa Maria da Feira au Portugal, est un footballeur portugais qui évolue au poste de milieu offensif au Arsenal FC.

## Biographie

### FC Porto
Natif de Santa Maria da Feira au Portugal, Fábio Vieira est formé par le FC Porto, qu'il rejoint très tôt, en 2008. Avec les moins de 19 ans du club, il remporte la Youth League lors de la saison 2018-2019, en battant les jeunes de Chelsea le 29 avril 2019 à Nyon (3-1). Depuis 2019, il joue dans l'équipe B du FC Porto. Il est intégré à l'équipe principale orientée par Sérgio Conceição en fin de saison 2019-2020. Il fait sa première apparition en équipe première le 10 juin 2020, entrant en cours de jeu face au CS Marítimo (victoire 1-0 du FC Porto). Le 23 juin suivant dans le derby de Porto contre Boavista, il entre en jeu et délivre sa première passe décisive pour Moussa Marega (victoire 4-0 du FC Porto). D'un coup franc malicieux, il inscrit son premier but avec l'équipe principale contre Belenenses le 5 juillet 2020 au Stade du Dragon lors de la victoire 5-0 des siens.

### Arsenal FC
Le 17 juin 2022, Porto annonce avoir trouvé un accord de principe avec le club anglais de l'Arsenal FC pour le transfert de Vieira qui paraphe un contrat de cinq ans contre un montant de trente-cinq millions d’euros comprenant des bonus de cinq millions. La signature est officialisée par Arsenal quatre jours plus tard et le Portugais échoit du numéro vingt-et-un. Son nouvel entraîneur, Mikel Arteta, déclare que la recrue est un « joueur très créatif qui apportera beaucoup de qualité et de polyvalence à notre jeu offensif ».
Vieira inscrit son premier but pour Arsenal le 18 septembre 2022, à l'occasion d'une rencontre de Premier League face au Brentford FC. Titularisé, il participe à la victoire de son équipe par trois buts à zéro,.

### En sélection
Avec les moins de 19 ans, Fabio Vieira participe au championnat d'Europe des moins de 19 ans en 2019, qui se déroule en Arménie. Lors de cette compétition, il officie comme titulaire et joue cinq matchs. Il se met en évidence lors de la phase de poule, en marquant un but face à l'Espagne, puis en délivrant une passe décisive contre l'Arménie. Ses performances contribuent à mener son équipe jusqu'en finale, mais le Portugal est défait le 27 juillet par l'Espagne, lors de cet ultime match. Ses prestations sont récompensées par sa présence dans l'équipe type de la compétition,.
Avec les moins de 20 ans, il délivre une passe décisive contre la Pologne, le 9 septembre 2019 (victoire 0-1). En tout il joue quatre matchs et inscrit deux buts avec cette sélection, le premier le 10 octobre 2019 contre les Pays-Bas (1-1) et cinq jours plus tard lors d'une défaite contre l'Italie (3-4 score final).
Le 19 novembre 2019, Fábio Vieira joue son premier match avec l'équipe du Portugal espoirs contre la Norvège. Titulaire ce jour-là, il se fait remarquer en inscrivant deux buts, participant ainsi à la victoire de son équipe (2-3). Vieira se fait remarquer en marquant de nouveau deux buts le 18 novembre 2020, face aux Pays-Bas. Titulaire, il permet à son équipe de l'emporter par deux buts à un.

## Statistiques
| Saison                | Club                  | Championnat           | Championnat | Championnat | Championnat | Coupe nationale | Coupe nationale | Coupe nationale | Coupe de la Ligue | Coupe de la Ligue | Coupe de la Ligue | Supercoupe | Supercoupe | Supercoupe | Compétition(s) continentale(s) | Compétition(s) continentale(s) | Compétition(s) continentale(s) | Compétition(s) continentale(s) | Coupe du monde des clubs | Coupe du monde des clubs | Coupe du monde des clubs | Total | Total | Total |
| Saison                | Club                  | Division              | M.          | B.          | P.d.        | M.              | B.              | P.d.            | M.                | B.                | P.d.              | M.         | B.         | P.d.       | Comp.                          | M.                             | B.                             | P.d.                           | M.                       | B.                       | P.d.                     | M.    | B.    | P.d.  |
| 2018-2019             | FC Porto B            | Segunda Liga          | 1           | 0           | 0           | -               | -               | -               | -                 | -                 | -                 | -          | -          | -          | -                              | -                              | -                              | -                              | -                        | -                        | -                        | 1     | 0     | 0     |
| 2019-2020             | FC Porto B            | Segunda Liga          | 23          | 7           | 2           | -               | -               | -               | -                 | -                 | -                 | -          | -          | -          | -                              | -                              | -                              | -                              | -                        | -                        | -                        | 23    | 7     | 2     |
| 2020-2021             | FC Porto B            | Segunda Liga          | 4           | 2           | 1           | -               | -               | -               | -                 | -                 | -                 | -          | -          | -          | -                              | -                              | -                              | -                              | -                        | -                        | -                        | 4     | 2     | 1     |
| Sous-total            | Sous-total            | Sous-total            | 28          | 9           | 3           | 0               | 0               | 0               | 0                 | 0                 | 0                 | 0          | 0          | 0          | -                              | 0                              | 0                              | 0                              | 0                        | 0                        | 0                        | 28    | 9     | 3     |
| 2019-2020             | FC Porto              | Primeira Liga         | 8           | 2           | 1           | -               | -               | -               | -                 | -                 | -                 | -          | -          | -          | -                              | -                              | -                              | -                              | -                        | -                        | -                        | 8     | 2     | 1     |
| 2020-2021             | FC Porto              | Primeira Liga         | 19          | 0           | 1           | 3               | 0               | 0               | 1                 | 0                 | 0                 | -          | -          | -          | C1                             | 6                              | 1                              | 0                              | -                        | -                        | -                        | 29    | 1     | 1     |
| 2021-2022             | FC Porto              | Primeira Liga         | 27          | 6           | 14          | 5               | 1               | 0               | 2                 | 0                 | 0                 | -          | -          | -          | C1+C3                          | 2+3                            | 0                              | 1+1                            | -                        | -                        | -                        | 39    | 7     | 16    |
| Sous-total            | Sous-total            | Sous-total            | 54          | 8           | 16          | 8               | 1               | 0               | 3                 | 0                 | 0                 | 0          | 0          | 0          | -                              | 11                             | 1                              | 2                              | 0                        | 0                        | 0                        | 76    | 10    | 18    |
| 2022-2023             | Arsenal FC            | Premier League        | 22          | 1           | 2           | 2               | 0               | 2               | 1                 | 0                 | 0                 | -          | -          | -          | C3                             | 8                              | 1                              | 2                              | -                        | -                        | -                        | 33    | 2     | 6     |
| 2023-2024             | Arsenal FC            | Premier League        | 11          | 1           | 1           | -               | -               | -               | 1                 | 0                 | 1                 | 1          | 0          | 0          | C1                             | 3                              | 0                              | 0                              | -                        | -                        | -                        | 16    | 1     | 2     |
| Sous-total            | Sous-total            | Sous-total            | 33          | 2           | 3           | 2               | 0               | 2               | 1                 | 0                 | 1                 | 1          | 0          | 0          | -                              | 11                             | 1                              | 2                              | 0                        | 0                        | 0                        | 48    | 3     | 8     |
| 2024-2025             | FC Porto (prêt)       | Primeira Liga         | 26          | 4           | 4           | 2               | 0               | 0               | 2                 | 0                 | 0                 | -          | -          | -          | C3                             | 9                              | 1                              | 1                              | 3                        | 0                        | 1                        | 42    | 5     | 6     |
| Sous-total            | Sous-total            | Sous-total            | 26          | 4           | 4           | 2               | 0               | 0               | 2                 | 0                 | 0                 | 0          | 0          | 0          | -                              | 9                              | 1                              | 1                              | 3                        | 0                        | 1                        | 42    | 5     | 6     |
| Total sur la carrière | Total sur la carrière | Total sur la carrière | 141         | 23          | 26          | 12              | 1               | 2               | 7                 | 0                 | 1                 | 1          | 0          | 0          | -                              | 31                             | 3                              | 5                              | 3                        | 0                        | 1                        | 195   | 27    | 35    |

## Palmarès

### En sélection
Portugal -19 ans
- Finaliste du championnat d'Europe en 2019.

 Portugal espoirs
- Finaliste du championnat d'Europe espoirs en 2021.

### En club
FC Porto
- Champion du Portugal en 2020 et 2022.
  - Vice-champion du Portugal en 2021.
- Vainqueur de la Coupe du Portugal en 2022.
- Vainqueur de l'UEFA Youth League en 2019.

- Arsenal FC
  - Community Shield (1) :
    - Vainqueur en 2023

  - Premier League :
    - Vice champion en 2024

### Distinctions personnelles
- Meilleur joueur du championnat d'Europe espoirs en 2021[16].